# Otto Hahn
Otto Hahn (Frankfurt del Main, Alemanya, 1879 - Göttingen, Alemanya, 1968), fou un químic alemany pioner en el camp de la radioquímica, és considerat un dels  pares de la química nuclear i de la fissió nuclear. Descobridor de diversos isòtops radioactius del radi, tori, protoactini i urani. Descobrí, també, el fenomen de la isomeria nuclear i el mètode de datació rubidi-estronci. Durant la Primera Guerra Mundial col·laborà en el desenvolupament de la guerra química i durant la Segona Guerra Mundial en el projecte de desenvolupament d’armes atòmiques. Rebé el Premi Nobel de Química de l’any 1944 pel seu descobriment de la fissió nuclear. 

## Biografia

### Primers anys
Nasqué a Frankfurt del Main el 8 de març de 1879, el seu pare, Heinrich, provenia d’una família de pagès de la Renania, que decidí no seguir la tradició familiar i es convertí en artesà del vidre, assolí un bon reconeixement social i econòmic, el que se’n diu de classe mitjana. La seva mare, Charlotte Stutzmann, venia d’una família de comerciants del nord d’Alemanya. Hahn no era gaire bon estudiant, el seu pare volia que fes arquitectura però no li feu cas i entrà a la Universitat de Marburg, l’any 1897 a estudiar Química, encara que cursà un parell de semestres a la Universitat de Munic, on estudià Química Orgànica amb Adolf von Baeyer, Química Física amb Friedrich Wilhelm Muthmann i Química Inorgànica amb Karl Andreas Hofmann. Retornà a Marburg i l’any 1901 sota la direcció de Theodor Zincke presentà la tesis doctoral sobre derivats bromats de l’isogeunol. Hahn que tenia la intenció de treballar a la indústria química, trobà una primera feina on li demanaven un bon coneixement de l’anglès, fet pel qual el 1904 se n’anà al University College de Londres a treballar amb William Ramsay. Ramsay que era famós pels seus treballs sobres els gasos nobles, s’estava interessant per la radioquímica. Treballant amb sals de bari amb la intenció d’obtenir uns mil·ligrams de radi –pels mètodes emprats per Marie Curie- Hahn descobrí, per casualitat, un nova substància, el radiotori, que inicialment se suposà que era un nou element, però que resultà ser un isòtop del tori, Th-228. Cal recordar que la idea d'isotopia  no fou introduïda per Soddy, fins l’any 1913. Per aprofundir en el camp de la radioquímica Hahn es desplaçà al Canadà, des del mes de setembre de 1905 fins a mitjans de 1906, a treballar a la Universitat de McGill de Montreal amb Ernest Rutherford. Val a dir que fou rebut amb cert escepticisme ja que Rutheford no considerava gaire les aportacions de Ramsay en el camp de la radioquímica; a més un col·laborador de Rutherford; això no obstant, l’estada a Montreal fou profitosa per a Hahn ja que identificà nous isòtops: tori-A (actual Po-216); tori-B (actual Pb-212); tori-C (actual Po-212); radioactini (actual To-227) i radi-D (actual Pb-210). Quan abandonà el Canadà, Rutherford havia canviat d’opinió i afirmà que Hahn tenia molt bon olfacte per a descobrir nous elements. La tardor de 1906, Hahn es traslladà a la Universitat de Berlin a treballar amb Emil Fischer –el gran químic orgànic– que li oferí un espai, en els baixos del seu laboratori per treballar en radioquímica, però no resultaren gaire adequats. Posteriorment, Alfred Stock, cap del departament de Química Inorgànica, li cedí uns nous espais. Ben aviat, descobrí noves substàncies: mesotori I (actual Ra-228); mesotori II (actual Ac-228) i ioni (actual Th-230). En els anys posteriors el mesotori I, assolí una gran importància i fou comercialitzat com a radi alemany, ja que -a l’igual que el Ra-226 (descobert per Marie i Pierre Curie)- començava a emprar-se en medicina. La primavera del 1907 fou promocionat a privatdozent sense necessitat de cap tesi, fet que fou molt criticat ja que molts membres de la Facultat consideraven que allò que feia Hahn no era química. El 1910 fou promocionat a catedràtic i dos anys més tard, el 1912, fou nomenat director del Departament de Radioquímica del nou Institut Wilhelm Kaiser de Química Física (WKI) a Dahlem, fundat el 1911. L’any 1907  conegué a Lise Meitner que havia vingut des de Viena a Berlin a treballar amb Max Planck en temes de física teòrica, però que volia estudiar també aspectes experimentals de radioquímica. Meitner era la segona dona que s’havia doctorat a la Universitat de Viena, i ja havia publicat un parell d’articles sobre radioactivitat. Així, començà  una  fructífera relació que durarà trenta anys, plena de contradiccions, malentesos, d’interpretacions diverses que encara continuen avui dia.

### Descobriment del protoactini (Pa)
En els anys de la Primera Guerra Mundial,  Hahn i Meitner aïllaren un nou element que resultà ser un isòtop del protoactini, Pa-231, amb un període de semidesintegració de 32.760 anys. De fet, aquest element, de nombre atòmic 91, ja havia estat identificat l’any 1913 per  Kasimir Fajans i Oswald Helmuth Göhring, que havien trobat un altre isòtop, el Pa-234, durant els estudis de la cadena de desintegració de l'urani 238, amb un període de semidesintegració molt curt, 1,17 minuts, i que havien anomenat, per aquesta raó,  brevi. Aquesta coincidència generà una certa polèmica sobre la paternitat del nou element, però Fajans i Göhring reconegueren la prioritat de Hahn i Meitner en tenir el seu isòtop un període de semidesintegració molt més gran i valoraren, també, l’encert d’anomenar-lo protoactini. Per aquest descobriment Hahn i Meitner foren nominats diverses vegades i per diferents científics al Premi Nobel de Química.

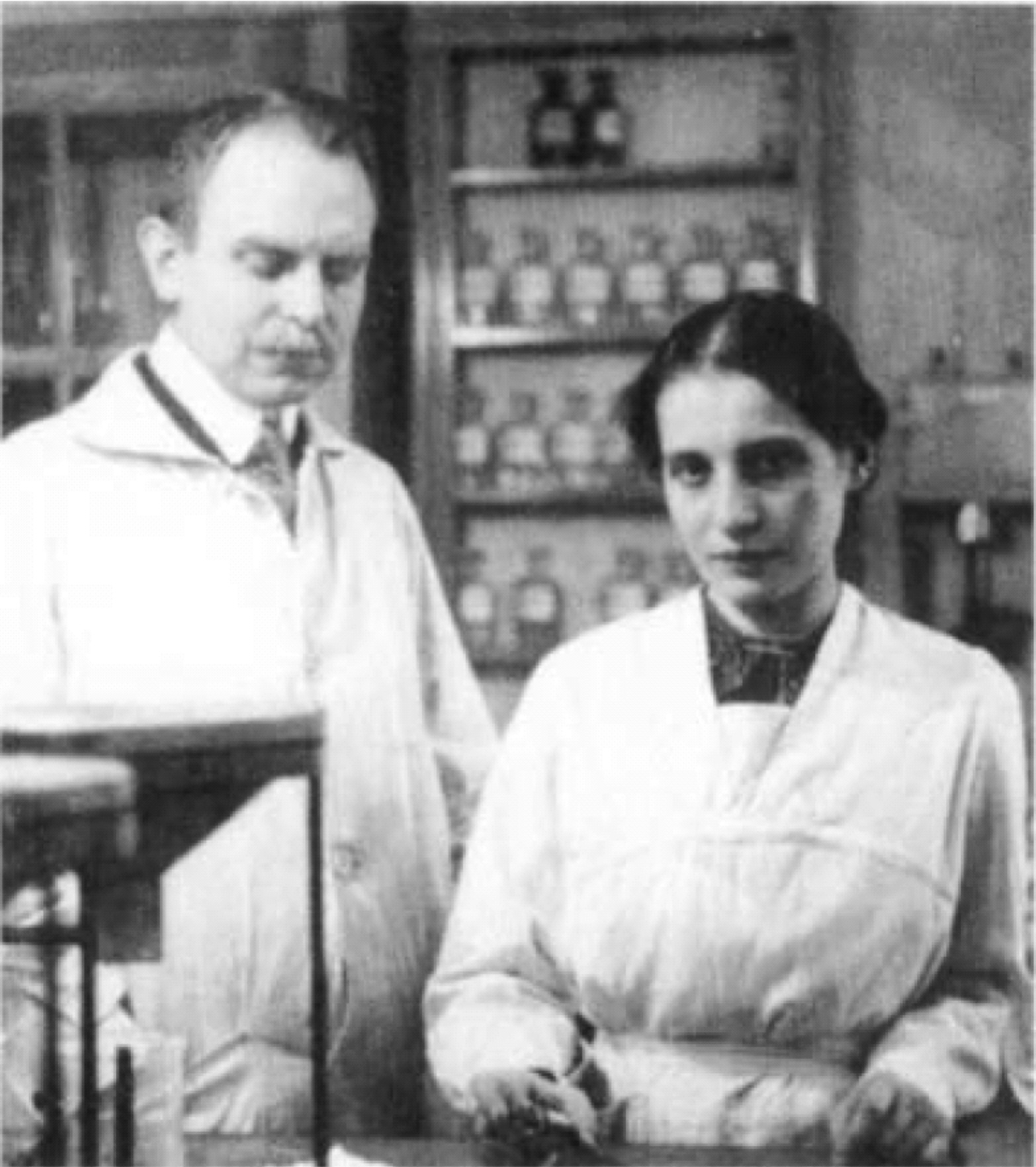
Hahn i Meitner l'any 1912

### Descobriment de la isomeria nuclear
En acabar la Primera Guerra Mundial, Hahn i Meitner repassaren i recapitularen tota la feina feta i trobaren alguns resultats que no estaven prou clars. Arribaren a la conclusió que dos suposats elements, que tenien períodes de semidesintegració diferents, eren el mateix isòtop. Aquesta troballa fou el primer exemple d’isomeria nuclear, un fenomen que no fou interpretat fins vint anys més tard, el 1936, per Carl Friedrich von Weizsäcker. Dos núclids iguals -amb el mateix nombre atòmic i nombre de massa- que tenen una vida mitjana diferent, s’anomenen isòmers metaestables i s’acostumen a representar amb la lletra m de metaestable, per exemple, Pa-234m o  234mPa. 

### Primera Guerra Mundial
Durant la Primera Guerra Mundial, Hahn tingué una participació activa en els projectes de guerra química  liderats per Fritz Haber, des de l’Institut de Química Física Kaiser Wilhelm a Berlin-Dahlem. En una primera reunió, el gener de 1915, Haber li explicà els seu pla de llençar gas clor al camp de batalla. Hahn li plantejà que la Convenció de la Haia prohibia l'ús gasos verinosos, però Haber li replicà que els francesos ja estaven utilitzant gasos lacrimògens, i que planejava eludir la lletra de la convenció alliberant el gas en cilindres en lloc de projectils. Després d'una breu formació a Berlín, Hahn, juntament amb altres destacats científics, fou destinat a diversos fronts on s’utilitzaven armes químiques; en alguna d’aquestes operacions Hahn resultà enverinat pels gasos emprats. Al final de la guerra estava destinat en una missió secreta per provar nous estris que quan s’esclafaven alliberaven núvols tòxics que contenien derivats d’arsènic.

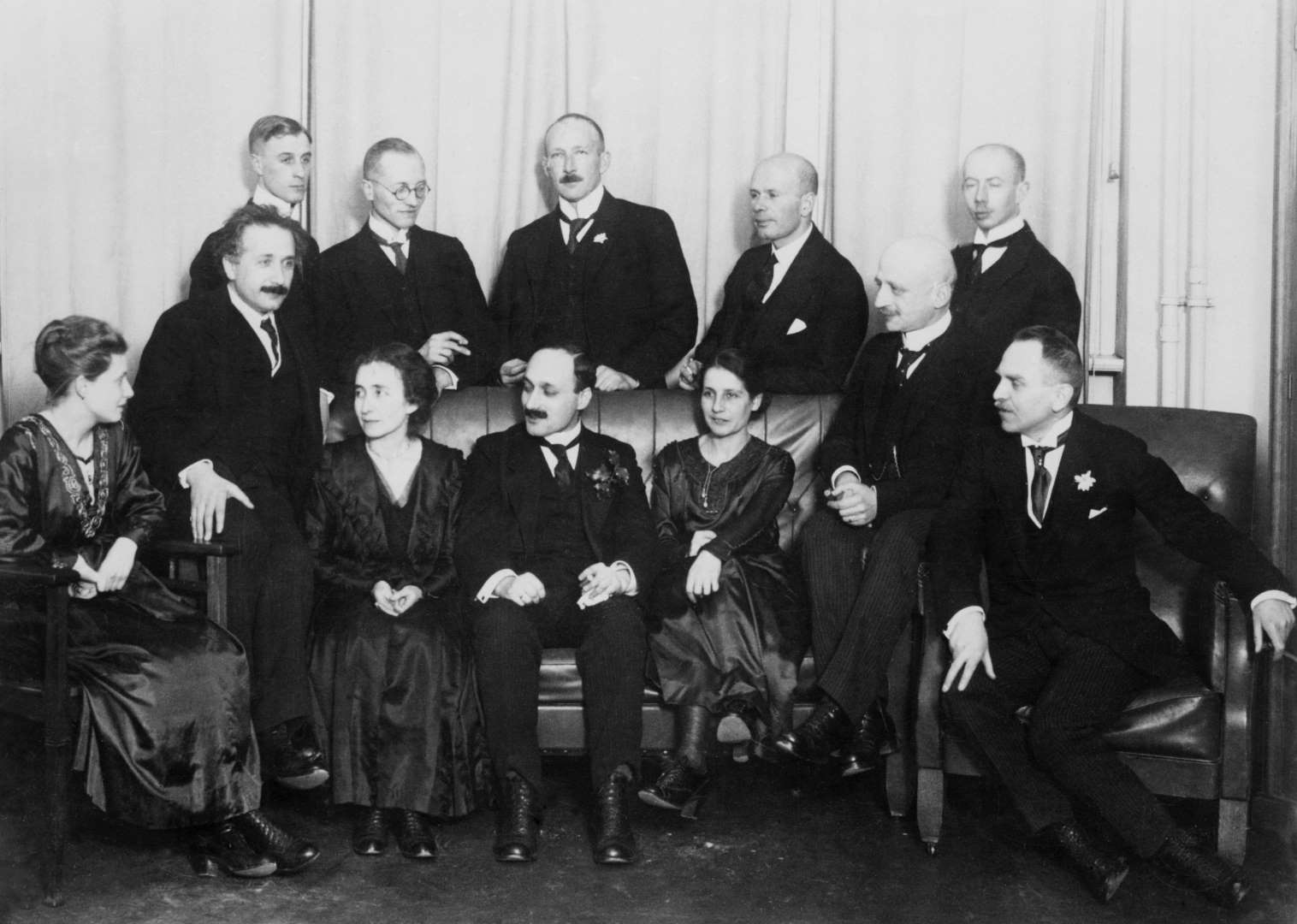
Reunió de físics i químics a Berlin l'any 1920. Primera fila, d'esquerra a dreta: Hertha Sponer, Albert Eisntein, Ingrid Franck, James Franck, Lise Meitner, Fritz Haber i Otto Hahn. Segona fila, d'esquerra a dreta: Walter Grotian, Otto van Baeyer, Peter Pringsheim i Gustav Hertz.

Un cop acabada la guerra, el 1924 fou elegit membre de l’Acadèmia Prussiana de Ciències i el 1928 director de l’Institut (KWI). En aquests moments la radioquímica començava a considerar-se ja una branca independent de la química i Hahn reconegut com el seu principal fundador. El 1933, en una estada a la Universitat de Cornell impartí un seguit de conferències sobre Radioquímica Aplicada, publicades el 1936 que tingueren una gran influència entre els químics i físics nuclears de tot el món, de fet, la química nuclear emergí de la Radioquímica aplicada. En aquesta època, Hahn  establí un mètode de datació de minerals a partir de les quantitats d’isòtops de rubidi (Rb) i estronci (Sr) presents, que encara s’empra avui dia.  

### Descobriment de la fissió nuclear
Després del descobriment del neutró  per James Chadwick l’any 1932, Frédéric Joliot i Irène Curie començaren a bombardejar elements estables -no radioactius- amb partícules alfa  i descobriren, l’any 1934, que es produïen transformacions nuclears amb la formació de nous isòtops radioactius, naixia així l’anomenada radioactivitat artificial. De fet, la radioquímica deixava de ser una raresa d’uns quants elements químics pesants i s'estenia, pràcticament, a tots els elements de la Taula Periòdica.  Paral·lelament, Enrico Fermi començà a irradiar elements amb neutrons, que en ser partícules neutres podrien penetrar més i millor en el nucli atòmic. Bombardejant urani pensà que havia obtingut nous elements més pesants, els primers transurànics; anys més tard es comprovà que es tractava d’una mescla de elements lleugers com el bari i el criptó, entre d'altres. Entre els anys 1933 i 1938, Hahn, Meitner i un nou col·laborador, Fritz Strassmann, havien estat bombardejant urani amb neutrons i suposaven, també erròniament, que es formaven isòtops de nous elements transurànics, de nombre atòmic entre el 93 i el 96. Publicaren diversos articles, el mes de maig de 1937 amb Meitner com a primera autora,  o bé amb Hahn com a primer signant. Tenien, però, bastants dubtes sobre la interpretació proposada ja que hi havia la possibilitat que s’haguessin format nous isòtops de l’urani i Hahn arribà a admetre que calia més recerca i discussió per aclarir els resultats. 
És en aquests anys que la situació dels jueus a Alemanya empitjorà greument per l’aplicació de la Llei per a la Restauració de la Funció Pública, d’abril de 1933, en què s’expulsava, entre molts d'altres, el personal d’origen jueu de les universitats i centres de recerca. Hahn, que inicialment no havia vist malament l’ascensió de Hitler al poder, des de la direcció de l’Institut (KWI) intentà ajudar els col·legues perseguits, el fet que el KWI fos, en part, de finançament privat de la indústria química, hi ajudà. En aquest sentit, pogué retenir a  Strassmann,  d’actituds antinazis ben conegudes, que dificultaven la seva continuïtat. Per la seva banda, la màxima col·laboradora Lise Meitner, d’origen jueu, no fou expulsada inicialment, el 1933, perquè era ciutadana austríaca, però quan Alemanya annexionà Àustria –Anschluss- el març de 1938, Meitner perdé la nacionalitat austríaca i hagué de fugir precipitadament cap a Suècia.
Prosseguint la seva recerca, Hahn i Strassmann, trobaren a finals de 1938, evidències de la possible formació d'isòtops d’elements lleugers, en concret  del bari. Hahn no s’ho acabava de creure i proposava que es tractava de radi, format per la pèrdua de partícules alfa del nucli de l’urani, encara que un procés d’aquest tipus era molt improbable, però la idea que es formés bari a partir de urani la considerava absurda. Meitner, exiliada a Suècia, mantenia  contacte amb Hahn, i el mes de novembre del mateix 1938, en una visita a Copenhaguen, al laboratori de Bohr -visita a la que també hi assistí el físic Otto Frisch, nebot de Meitner- discutiren aquests resultats sorprenents. A instàncies de Meitner, la repetició dels experiments el desembre següent, confirmaren la formació de bari i no de radi. Hahn, no digué res als col·legues de l’Institut, i escrigué tot seguit a Meitner, demanant-li que trobés una “idea fantàstica” per interpretar els resultats. En la resposta Meitner li deia que era molt difícil explicar-ho, però que en Física Nuclear no hi havia res impossible. El 22 de desembre, Hahn envià l’article, signat només per Strassmann i ell mateix, a la revista Naturwissenschafen que sortí publicat el 6 de gener de 1939. Meitner i Frisch, pel seu compte, analitzant les energies involucrades en el procés publicaren un parell d’articles explicant els resultats de Hanh i Strassmann amb la idea de la fissió nuclear, terme que havien tret de la biologia. En un altre article del mes de febrer, Hahn i Strasmann ja empraren el terme fissió de l’urani, i predigueren l’alliberament de neutrons addicionals durant el procés de fissió, obrint, així, la possibilitat d’una reacció nuclear en cadena.] Aquesta possibilitat fou comprovada uns mesos més tard per l’equip de Joliot-Curie a París.

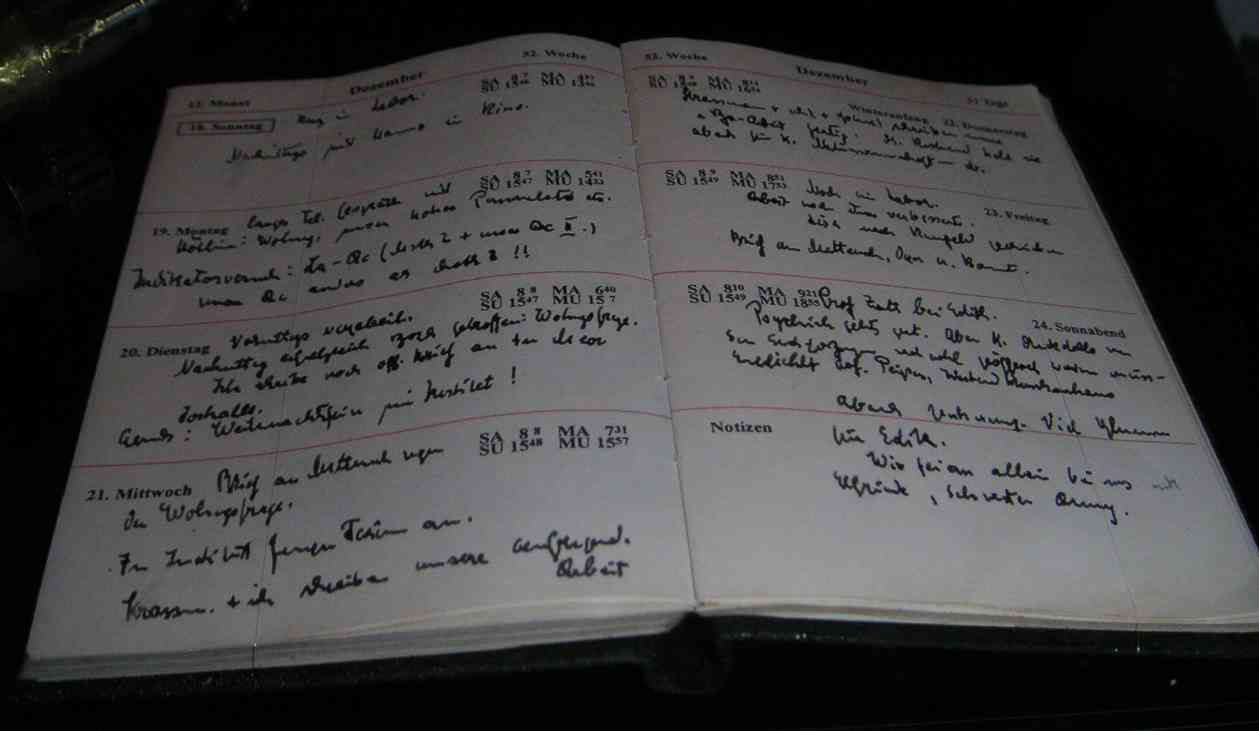
Llibreta de laboratori d'Otto Hahn, 1938

S’ha especulat molt sobre el fet que Meitner no fos inclosa per Hahn com a signant del primer article en què es descrivia la fissió del nucli d’urani. S’ha dit que Hahn ho feu perquè tenia por de ser castigat per haver continuat col·laborant amb una jueva -que havia estat expulsada de l’Institut i d’Alemanya- i, per tant, reconèixer així, la seva participació en un resultat científic tan extraordinari i de tanta transcendència. De fet, Hahn sempre defensà que els resultats publicats eren els obtinguts en el seu laboratori amb el seu col·laborador Strasmann. Amb posteritat, aquesta exclusió de Meitner ha estat considerada com una gran injustícia i, també, una  tergiversació de la naturalesa interdisciplinària de la ciència, en ometre la participació de físics en el descobriment. En tot cas, tot aquest afer s’ha de considerar un exemple més de com l’antisemitisme i la por van subvertir el reconeixement i la paternitat científica de descobriments transcendentals, fets en aquella època.

### Segona Guerra Mundial
Com és ben sabut la potencialitat de les reaccions nuclears en cadena, fou ràpidament captada pels ministeris de guerra d'Alemanya i dels Estats Units, que ben aviat començaren a estudiar i investigar la possibilitat evident de construir armes atòmiques a partir de la fissió d’un isòtop rar de l’urani, U-234, i del Pu-239. Tot just començada la guerra, el primer de setembre de 1939, l’exèrcit alemany creà un departament especial per estudiar la possible fabricació d’una bomba nuclear; aquest projecte se centrà en la construcció d’un reactor nuclear per a la  producció d’aquests isòtops. Cap dels dos objectius s’arribà a assolir, si bé el projecte estava ben establert, encara que l’esforç esmerçat fou molt inferior al dedicat pels Estats Units al Projecte Manhattan. L’institut (KWI) participà de forma significativa en el projecte des del primer moment, i Hahn i els seus col·laboradors, entre altres aspectes, caracteritzaren un gran nombre de fragments de fissió, que haurien estat fonamentals per al funcionament del reactor. El febrer de 1944, l’institut fou bombardejat, precisament amb l’objectiu de destruir el projecte nuclear alemany i s'hagué de traslladar a Tailfingen al sud d’Alemanya. Quan el mes d’abril de 1945, els aliats arribaren a Tailfingen,  Hahn i molts altres científics foren arrestats i, el mes de juliol, deportats a Anglaterra, a Farm Hall,  a la vora de Cambridge, formant part de l'Operació Epsilon. Durant aquest període en què estigué empresonat -abans del seu retorn a Göttingen, sota control britànic, el gener de 1946- Hahn s’assabenta del llançament de la bomba atòmica a Hiroshima, i de que li havien concedit el Premi Nobel de Química.

### Premi Nobel de Química
Hahn fou guardonat amb el Premi Nobel de Química de l’any 1944, pel “seu descobriment de la fissió nuclear de nuclis atòmics pesants” , el premi s’anuncià el 6 de novembre de 1945, quan ja s’havia acabat la Guerra, perquè el règim nazi havia prohibit als ciutadans  alemanys acceptar el premi Nobel. Hanh estava empresonat en aquell moment i en desconèixer l’Acadèmia Sueca on es trobava no li van poder comunicar; se n’assabentà uns dies després en llegir la notícia al Daily Telegraph. Des d’Anglaterra comunicà l’acceptació del premi però en no tenir permís per assistir a la cerimònia de lliurament, programada per al 10 de desembre, la Fundació Nobel la posposà a desembre de 1946. Hahn havia estat nominat al Nobel de Química i al de Física diverses vegades algunes fins i tot  després del descobriment de la fissió nuclear. De fet havia rebut trenta-nou nominacions, vint-i-tres  al de Química, la primera el 1914, i les altres entre 1923  fins al 1946, i setze al  de Física, entre 1937 al 1947. Per la seva banda, Hahn proposà trenta-set nominacions, vint-i-tres de Química, entre 1929 a 1966, i catorze de Física, entre 1946 a 1963. Una sola  vegada, l’any 1948, proposà per al Nobel de Física  a Meitner i a Frisch.

#### Lise Meitner i el Premi Nobel
El cas de Lise Meitner sovint és presentat com un dels exemples més flagrants de científics injustament ignorats en la concessió del Premi Nobel. L’any 1995, passats cinquanta anys de la concessió del Nobel de Química a Hahn, s’obriren els arxius de la Fundació Nobel que permeten analitzar per què Meitner no obtingué el Premi i només Hahn en fou el reconegut, i, també, perquè Strassmann se’n quedà sense. Aquest darrer punt sembla  bastant clar, se l’exclogué perquè no era el cap del grup de recerca, i aquest punt era decisiu en aquells temps. L’exclusió de Meitner, i també la de Frisch,  són més difícils d’explicar, ambdós havien estat nominats diverses ocasions, en concret Meitner rebé quaranta-nou nominacions dinou al de Química i trenta al de Física, per noms tan destacats com Werner Heisenberg, Max von Laue, Arthur Compton, James Franck, Niels Bohr, Max Planck, Walther Nernst, i  Louis de Broglie, entre d'altres, però els membres del comitè responsable consideraven la radioquímica pròpia de l’àmbit de la química i no pas de la física. Entre les interpretacions més acceptades respecte el no-premi de Meitner, s’han esgrimit, entre d'altres, la dificultat i limitacions dels membres del Comitè de Química, a avaluar una recerca interdisciplinària i la falta de comprensió i de capacitat en analitzar aportacions del camp de  la física teòrica. També s’han considerat altres causes com l’aïllament científic i polític, durant la guerra, dels acadèmics suecs responsables de la decisió, i la seva falta de coneixement o de sensibilitat a l’hora  d’avaluar fins a quin punt havia arribat la persecució del règim nazi contra els científics jueus. L’any 1966 , Hahn,  Strassmann i Meitner, van guanyar el Premi Enrico Fermi, premi que concedeix el President de l'Estat Units a aquells investigadors per les contribucions al desenvolupament, ús o producció d’energia.
Qui sap si com a “reparació” Meitner ha sortit més ben reconeguda en l’àmbit de la nomenclatura química. L’any 1971, un grup de químics americans proposaren posar el seu nom a l’element 105, que s’havia preparat feia poc, però el suggeriment no prosperà. De fet, el procediment per anomenar els elements transfèrmics generà molts dubtes i moltes controvèrsies i, en aquest sentit, l’any 1986 es creà el Grup de treball sobre els elements transfèrmics (Transfermium working Group) a iniciativa conjunta de la Unió Internacional de Química Pura i Aplicada (IUPAC) i la Unió Internacional de la Física Pura i Aplicada (IUPAP), que feu una primera proposta dels noms per a un grup de nou elements, els de  nombre atòmic 101 a 109, en què es proposava que l’element 108 s’anomenés hahni (Ha) i el 109 meitneri (Mt), aquesta proposta no fou gaire reeixida i  generà una controvèrsia bastant agra, principalment amb la Societat Americana de Química (ACS). Després de moltes discussions, l’any 1997 es feu una proposta definitiva que fou acceptada per tothom, en què l’element 108 es diria hassi (Hs), i es mantenia el nom de meitneri per al 109, de manera que al dia d’avui no hi ha cap element que porti el nom de Hahn.

### Últims anys
Un cop acabada la Guerra, Hahn es preocupà a presentar-se com a un investigador compromès amb la recerca bàsica, sense explicar la feina feta durant aquells anys dirigint departaments de l’Institut que estaven, lògicament, controlats per l’estat. De fet, ho reconegués o no, Hahn es convertí en una de les figures de l’elit del règim nazi, que li permetia  viatjar per l’Europa ocupada pels alemanys durant la guerra i, fins i tot anà a Suècia on fou nomenat membre de l’Acadèmia de Ciències, avantsala de la concessió del Nobel, i el 1943 rebé un reconegut Premi Civil per la seva contribució a l’esforç bèl·lic. Retornat a Alemanya, el gener de 1946, i un cop els aliats començaren a permetre una certa activitat científica, Hahn jugà un paper rellevant en aquest camp, així el 1948 fou nomenat president fundador de la nova Societat Max Planck, que s’acabava de constituir i substituïa, en l’Alemanya occidental, les antigues societats i acadèmies imperials i nazis. Hahn adoptà, a partir d’aquest moment, una posició contrària a l’ús militar de l’energia nuclear i participà en moviments cívics en favor de la pau. L’any 1954 escrigué un article Cobalt-60. Danger or Blessing for Mankind que tingué un gran ressò per tot Europa occidental. El 1955 impulsà, amb altres guanyadors del Premi Nobel, la Declaració de Mainau contra les armes atòmiques. L’any 1957, fou un dels 18 científics alemanys que protestaren contra la proposta d’adquisició d’armes nuclears per part de les forces armades de la  República Federal Alemanya. L’any 1962 Hahn escrigué el llibre Vom Radiothor zur Uranspaltung (Des del radiotori a la fissió de l’urani) que fou traduït a l’anglès amb una introducció de Glenn Seaborg. L’èxit d’aquest llibre l’impulsà a escriure una autobiografia més completa, que no arribà a publicar en vida, degut a un greu accident de cotxe que el debilità molt. Hahn morí el 28 de juliol de 1968 a Göttingen. 
Per a tota una generació de científics alemanys, Hahn fou un referent, el prototipus de l’alemany decent, guanyador d’un Premi Nobel, amb un descobriment sensacional fruit d’una investigació bàsica i reconegut per la seva posició integra front el nazisme. Com a portaveu de la comunitat científica, volia projectar una imatge d’excel·lència de la ciència alemanya i allunyada de la política i de la guerra. Això no obstant, com va passar amb la majoria dels seus contemporanis, la defensa de Hahn implicava reescriure la història del passat més recent. En els seus escrits autobiogràfics insistia en què havia fet un treball de recerca bàsica sense cap relació amb l’esforç bèl·lic, sense qüestionar mai la seva participació  en els projectes militars desenvolupats. Fins i tot, tergiversava l’objectiu del projecte de la fissió nuclear, arribant a dir que no estava dirigit a la fabricació de la bomba atòmica sinó només a la construcció de reactors per generar energia. Aquest comportament de Hahn, allunyar-se d’ell mateix i del nazisme, fou habitual en altres membres de la seva generació. Amb la seva autoritat i reputació es creà un relat, àmpliament acceptat, que enfosquí, en lloc d’il·luminar, la veritable estructura científica del règim nazi.

## Premis i honors
Hahn rebé, al llarg de la seva vida, un gran nombre de premis, honors, medalles, reconeixements d’institucions de tot el món. A l'obituari publicat per la Royal Society se’n pot trobar la relació completa així com la llista detallada de la dotzena de llibres i dels gairebé tres-cents articles que publicà. La Unió Astronòmica Internacional (IAU) ha assignat el seu nom a un cràter lunar -compartit  amb  filòsof i astrònom alemany Friedrich von Hahn (1742-1805)-, a un cràter marcià i a tres asteroides: 19126 Ottohahn, 2962 Otto i 3676 Hahn. Per altra banda, un dels quatre vaixells civils de càrrega de propulsió nuclear portà el seu nom, NS Otto Hahn, que estigué actiu des del 1970 al 1979, en què se suprimí la propulsió nuclear pel combustible convencional, el dièsel.